# Glyphonyx knulli
Glyphonyx knulli is een keversoort uit de familie kniptorren (Elateridae). De wetenschappelijke naam van de soort is voor het eerst geldig gepubliceerd in 1984 door Smith & Balsbaugh.